# Wolfgang Albers
Wolfgang Albers, né le 12 décembre 1955 à Munich, est un juriste allemand, chef de la police de Cologne de 2011 à 2016.
Sa mauvaise gestion de l'affaire des agressions sexuelles du Nouvel An 2016 lui a valu d'être mis à l'écart.